# عنکبوت‌های دریچه‌ساز فرچه‌پا
عنکبوت‌های دریچه‌ساز فرچه‌پا (نام علمی: Barychelidae) نام یک تیره از فروراسته رتیل‌ریختان است.